# Cognition des éléphants
Les études sur la cognition des éléphants ont montré que ces animaux sont parmi les espèces les plus intelligentes de la planète. Leur masse cérébrale est de 4 à 6 kg (soit le cerveau le plus lourd parmi tous les mammifères terrestres).
Le cerveau d'un éléphant contient 257 milliards de neurones et est semblable à celui de l'homme en termes de structure et de complexité, notamment en ce qui concerne le cortex, suggérant une convergence évolutive à ce niveau.
Les éléphants présentent une grande variété de comportements, y compris ceux associés à la douleur, l'apprentissage, l'éducation par plusieurs femelles des petits (en), les imitations, le jeu, l'altruisme, la communication non verbale, l'utilisation d'outils, la compassion, la coopération, la conscience de soi, la mémoire et le langage.

## Structure cérébrale

### Cortex cérébral
L’éléphant – que ce soit d’Asie ou d’Afrique – possède un néocortex très grand et très complexe, caractéristique également partagée par les humains, les autres primates et certaines espèces de dauphins.
De tous les animaux terrestres, les éléphants d’Asie ont le plus important volume de cortex cérébral disponible. Les éléphants ont un volume de cortex cérébral dépassant celui de toutes les espèces de primates. Selon une étude, ils peuvent être placés dans la catégorie des grands singes en termes de capacités cognitives pour l’utilisation et la fabrication d’outils.
Le cerveau de l’éléphant propose un motif cérébral plus complexe et avec des plis cérébraux plus nombreux que celui des humains, des primates ou autres carnivores, mais moins complexe que celui des cétacés. Les éléphants seraient similaires aux dauphins en termes de capacités à résoudre des problèmes, et de nombreux scientifiques placent l’intelligence des éléphants au même niveau que celle des cétacés. Un article publié en 2011 par ABC Science suggère que « les éléphants [sont aussi] intelligents que les chimpanzés [et] les dauphins ».

### Autres zones du cerveau
Les éléphants possèdent un hippocampe très convolué et une structure cérébrale du système limbique plus grosse que n’importe quel humain, primate ou cétacé. L’hippocampe d’un éléphant occupe environ 0,7% des structures centrales du cerveau contre 0,5% pour les humains, 0,1% pour les dauphins de Risso et 0,05% pour le grand dauphin.
L’hippocampe est lié à l'émotion par le traitement de certains types de mémoire, notamment spatiale. Cela pourrait être la raison pour laquelle certains éléphants souffrent de flashbacks psychologiques ou de l’équivalent d’un trouble de stress post-traumatique (TSPT),.
Le quotient d’encéphalisation – taille du cerveau en fonction de la taille du corps – des éléphants varie entre 1,13 et 2,36. Le quotient d’encéphalisation moyen est de 2,14 pour les éléphants d’Asie et de 1,67 pour les éléphants d’Afrique, avec une moyenne globale de 1,88. En comparaison, le dauphin de la Plata a un quotient d’encéphalisation de 1,67 ; 1,55 pour le dauphin du Gange ; 2,57 pour l'orque ; 4,14 pour le grand dauphin et 4,56 pour le tucuxi. Pour les chimpanzés, il est de 2,49 ; 1,17 pour les chiens ; 1,00 pour les chats et 0,50 pour les souris. Les humains ont un coefficient d’encéphalisation de 7,44.

### Taille du cerveau à la naissance en fonction de sa taille à l'âge adulte
Comparer la taille du cerveau à la naissance à celle du cerveau d’un adulte ayant terminé son développement est une manière d’estimer combien un animal dépend de l'apprentissage, par opposition à l'instinct. La majorité des mammifères naissent avec un cerveau pesant environ 90% de sa masse à l’âge adulte. Cependant, ce chiffre est de 28% pour les humains, 42,5% pour les grands dauphins, 54% pour les chimpanzés et 35% pour les éléphants. Cela pourrait indiquer que les éléphants ont besoin d’un niveau d’apprentissage élevé durant leur développement et que leur comportement est moins instinctif qu’enseigné. Cette théorie est soutenue par la longueur de la période juvénile de l’éléphant et la taille importante de ses lobes temporaux, qui sont associés au stockage des souvenirs.

### Neurones en fuseau
Les neurones en fuseau semblent jouer un rôle important dans le développement du comportement intelligent. On en trouve dans le cerveau des humains et du reste des grands singes, ainsi que dans celui des baleines à bosse, des rorquals communs, des orques, des cachalots, des grands dauphins, des dauphins de Risso et des bélugas, comme dans celui des éléphants d’Asie et d’Afrique. Les similitudes entre le cerveau des éléphants et le cerveau humain soutiennent la thèse d’une convergence évolutive.

## Société des éléphants
La société des éléphants est l’une des plus unies du règne animal. Les familles d’éléphants ne peuvent être séparées que par la mort ou la capture. Elles vivent en hardes dirigées par la femelle la plus âgée du groupe et pouvant contenir jusqu'à vingt individus. Comme les éléphants sont très soudés et vivent dans une société extrêmement matriarcale, ils peuvent être bouleversés par la mort de l’un des leurs - particulièrement celle d’une matriarche – et certains groupes ne retrouvent jamais leur organisation après un tel évènement. Cynthia Moss, une éthologue spécialiste des éléphants, a observé une mère qui, après la mort de son petit, a marché lentement à l’arrière du groupe pendant plusieurs jours.
Les éléphants seraient similaires aux chimpanzés en termes de capacités de coopération.

## Altruisme
Les éléphants seraient des animaux très altruistes, aidant même d’autres espèces, dont les humains. En Inde, un éléphant aidait des locaux à soulever des bûches en suivant un camion et en plaçant le bois dans des trous pré-creusés, sous les instructions du cornac (dresseur d’éléphants). Arrivé à l’un des trous, l’éléphant refusa de placer la bûche. On découvrit alors qu’un chien dormait dans le trou en question. L’éléphant attendit que le chien soit parti pour reprendre sa tâche.
Cynthia Moss a souvent vu des éléphants faire un détour pour éviter de blesser ou de tuer un humain, même quand cette action était difficile pour eux (par exemple en faisant demi-tour pour éviter une personne).
Joyce Poole a documenté une rencontre rapportée par Colin Francombe au ranch de Kuki Gallman, dans le comté de Laikipia. Un membre du personnel du ranch était seul avec des chameaux quand il tomba sur une famille d’éléphants. La matriarche chargea et le renversa avec sa trompe, brisant l’une de ses jambes. Le soir venu, l’homme ne revenant pas, une équipe de recherche fut envoyée en camion pour le retrouver. Quand il fut trouvé, une éléphante le gardait. Elle chargea vers le camion, mais les hommes tirèrent sur elle et l’effrayèrent. Le blessé expliqua ensuite que l’éléphante avait utilisé sa trompe pour l’aider à se placer sous l’ombre d’un arbre après avoir remarqué qu’il ne pouvait pas se lever. Elle l’avait gardé toute la journée et le touchait doucement avec sa trompe.

## Automédication
En Afrique, les éléphants s’auto-soignent en mâchant les feuilles d’un arbre de la famille des Boraginacées. Les kényans utilisent également cet arbre dans le même but.

## Rituels funéraires
Les éléphants sont les seuls mammifères connus autres que les Homo sapiens sapiens et les Homo neanderthalensis,,,,,, à effectuer des rituels funéraires reconnaissables en tant que tels. Ils montrent un grand intérêt pour les os de leurs congénères, même si leur mort remonte à longtemps et s’ils n’ont pas de lien familial avec eux. Ils sont régulièrement observés en train de manipuler doucement les ossements avec leur trompe et leurs pieds, tout en restant très silencieux. Parfois, des éléphants sans aucun lien avec les défunts viennent voir leurs tombes.
Le chercheur en éléphants Martin Meredith mentionne dans son livre un rituel funéraire propre aux éléphants observé par Antony Hall-Martin, un biologiste sud-africain ayant étudié les éléphants à Addo durant plus de huit ans. Tous les membres de la famille d’une matriarche décédée, y compris son jeune petit, touchaient doucement son corps avec leurs trompes, tentant de la soulever. Le troupeau barrissait bruyamment. Le petit a été observé en train de pleurer et d’émettre des sons semblables à un cri. Tout le troupeau s’est ensuite tut, puis a commencé à jeter des feuilles et de la terre sur le corps et à casser des branches d’arbres pour le recouvrir. Les éléphants ont passé les deux jours suivants à se tenir silencieusement à côté du cadavre. Ils devaient parfois partir pour aller chercher de l’eau ou de la nourriture, mais revenaient toujours.
Les cas d’éléphants se comportant de cette manière autour des humains sont communs en Afrique. À de nombreuses occasions, des éléphants ont enterré des humains morts ou endormis ou les ont aidés quand ils étaient blessés. Meredith se rappelle un évènement que lui a raconté George Adamson, un garde-chasse kényan, à propos d’une vieille femme Turkana qui s’était endormie sous un arbre après s’être perdue. Quand elle s'est réveillée, un éléphant se tenait près d’elle, la touchant doucement. Apeurée, elle est restée très calme. D’autres éléphants sont alors arrivés et ont commencé à crier très fort, puis l’ont enterrée sous des branches. Le lendemain, elle a été retrouvée saine et sauve par les bergers locaux.
George Adamson se souvient également de la fois où il a tué un éléphant mâle appartenant à un troupeau qui ne cessait de s’introduire dans les jardins du gouvernement du nord du Kenya. Adamson a donné la viande d’éléphant aux tribus Turkana locales et transporté le reste de la carcasse 800 mètres plus loin. Cette nuit-là, les autres éléphants ont trouvé le corps, pris les os de l’omoplate et de la jambe et les ont ramenés à l’endroit exact où l’éléphant avait été tué.

## Jeu
À de nombreuses occasions, Joyce Poole a observé des éléphants d’Afrique sauvages jouer, ce qu’ils faisaient apparemment pour leur propre divertissement et celui des autres. Ils aspiraient de l’eau, puis levaient leur trompe et la pulvérisaient comme une fontaine.

## Mimétisme
Des études récentes ont montré que les éléphants peuvent également imiter les sons qu’ils entendent. Cette découverte a eu lieu lorsque Mlaika, un éléphant orphelin, a copié le bruit des camions qui passaient. D’après les connaissances actuelles des scientifiques, les seuls autres animaux capables de reproduire des sons sont les baleines, les dauphins, les chauves-souris, les primates et les oiseaux. Calimero, un éléphant d’Afrique de 23 ans, présentait une forme unique de mimétisme. Il était dans un zoo suisse avec des éléphants d’Asie. Ces derniers utilisent des barrissements différents des bruits profonds qu’émettent les éléphants d’Afrique. Calimero a aussi commencé à barrir et à ne plus produire les profonds appels qu'un éléphant de son espèce produirait normalement.
Au parc d’attraction Everland, en Corée du Sud, un éléphant indien nommé Kosik peut imiter jusqu’à cinq mots coréens. Il produit ces sons humains en mettant sa trompe dans sa bouche et en la secouant pendant qu’il expire, technique similaire à celle qu’utilisent les personnes qui sifflent à l’aide de leurs doigts.
L’écologiste O’Connell-Rodwell a mené en 1997 des recherches qui ont conclu que les éléphants créent des vibrations de basse fréquence (signaux sismiques) à l’aide de leur trompe et de leurs pieds pour communiquer à distance. Les éléphants utilisent des appels de contact afin de rester en contact avec un autre individu quand celui-ci est hors de vue. En 2004, Joseph Soltis a conduit une étude afin de comprendre les vocalisations à basse fréquence utilisées par les éléphants pour communiquer sur de courtes distances. Ses recherches ont révélé que les éléphants femelles ayant un lien émotionnel fort avaient tendance à produire deux fois plus de « grondements » que celles avec un lien émotionnel plus faible.
Joyce Poole, du Amboseli Elephant Research Project, au Kenya, a démontré la capacité d’apprentissage vocal et d’imitation des éléphants les uns par rapport aux autres et à leur environnement. Elle commence à rechercher la présence de dialectes dans le langage des éléphants, caractéristique rare au sein du règne animal.

## Usage d'outils
Les éléphants montrent une remarquable capacité à utiliser des outils, se servant de leur trompe comme de bras. Des éléphants ont été observés en train de creuser des trous pour boire de l’eau, puis d’arracher l’écorce d’un arbre et de la mâcher pour former une boule, et enfin en remplir les trous et les recouvrir avec du sable pour éviter l’évaporation afin de revenir à cet endroit pour boire. Ils utilisent aussi régulièrement des branches pour chasser les mouches ou se gratter. Il est également connu qu’en Inde, les éléphants d’Asie jettent des bûches ou des grosses pierres sur les clôtures électriques pour les casser ou écartent les fils avec leurs défenses afin d’aménager un passage sûr.
Selon des observations, les éléphants pourraient trouver comment récupérer des objets distants qu’ils ne peuvent pas attraper en utilisant un bâton.

## Art et musique
Comme plusieurs autres espèces capables de pratiquer l’art abstrait, les éléphants qui utilisent leur trompe pour tenir des pinceaux créent des peintures dont certaines sont parfois comparées au travail des expressionnistes abstraits. L’art éléphant est de nos jours couramment présenté dans les zoos et est exposé dans des galeries et des musées du monde entier.
Ruby, une éléphante du zoo de Phoenix, était considérée comme une star de l’art éléphant original, et ses peintures étaient vendues jusqu’à 25 000$. Ruby choisissait elle-même ses propres couleurs et montrait une bonne perception de la couleur qu’elle voulait utiliser. Elle écoutait souvent les conversations que ses soigneurs avaient à propos d’elle. Quand elle entendait le mot paint (peinture), elle se mettait à trépigner. Les couleurs qu’elle préférait étaient le vert, le jaune, le bleu et le rouge. Elle montrait aussi une préférence pour les couleurs que ses soigneurs portaient. Un jour, un camion de pompiers s’est garé à l’extérieur de son enclos car un homme venait de faire une crise cardiaque. Les lumières sur le camion clignotaient en rouge, blanc et jaune. Quand Ruby a peint plus tard dans la journée, elle a choisi ces couleurs.
À New York, le Asian Elephant Art & Conservation Project, une « académie d’art éléphant », enseigne la peinture aux éléphants à la retraite. Pour les peintures représentant des objets identifiables, les professeurs guident les éléphants. Un exemple de cela a été présenté dans l’émission télévisée Extraordinary Animals, qui se déroulait dans un camp en Thaïlande dans lequel les éléphants étaient capables de réaliser des portraits avec des fleurs. Même si les images étaient dessinées par les éléphants, il y avait toujours un soigneur pour assister et guider le mouvement.
En 2006, une vidéo montrant un éléphant peignant le portrait d’un autre éléphant est devenue virale sur les sites Internet de vidéos et d’actualités. Le site Internet snopes.com, spécialisé dans la démystification de légendes urbaines, considère la vidéo comme étant « en partie vraie », dans le sens où l’éléphant effectuait les coups de pinceau, mais note que la ressemblance entre les peintures réalisées résulte plus d’un apprentissage que d’un effort créatif de la part de l’éléphant.
Les Romains de l’Antiquité et les dresseurs d’éléphants d’Asie (cornacs) avaient remarqué que les éléphants étaient capables de distinguer des mélodies. Lors des spectacles, les éléphants des cirques suivent en général des pistes musicales et les cirques Forepaugh et Barnum & Bailey ont même monté des « groupes musicaux d’éléphants ». Le biologiste évolutionniste allemand Bernhard Rensch a étudié la capacité des éléphants à distinguer la musique et a publié les résultats en 1957 dans Scientific American. L’éléphante testée par Rensch pouvait différencier douze notes dans l’échelle musicale et se rappeler des mélodies simples. Même jouées avec des instruments variés et à différentes hauteurs, timbres et mesures, elle a pu reconnaître les mélodies un an et demi plus tard. Ces résultats ont été soutenus par le Human-Elephant Learning Project, qui étudie l’intelligence des éléphants.
Au parc zoologique national de Washington, une éléphante nommée Shanthi avait développé une capacité à jouer de l’harmonica et divers instruments à vent. Elle terminait toujours ses chansons par un crescendo.
Thai Elephant Orchestra est une troupe d’éléphants improvisant de la musique grâce à des instruments spécialement conçus pour leur permettre d’avoir le moins besoin possible de l’aide de leurs soigneurs. L’orchestre a été co-fondé par l’expert des pachydermes Richard Lair, qui travaille au Thai Elephant Conservation Center, à Lampang, et par David Sulzer, qui étudie le rôle des synapses dopaminergiques dans la consolidation de la mémoire, l’apprentissage et le comportement à l’université Columbia. Pour le neurobiologiste Aniruddh Patel, Pratidah, la batteuse vedette de l’orchestre, fait preuve de musicalité. Selon lui, « Que ce soit lorsqu’elle joue seule ou avec l’orchestre, Pratidah était remarquablement régulière ». Il a également noté qu’elle avait développé un motif rythmique de type swing en jouant avec les autres éléphants.

## Capacité à résoudre des problèmes
Les éléphants sont capables de passer un temps important à travailler sur des problèmes. Ils peuvent changer radicalement leur comportement pour faire face à de nouveaux défis, caractéristique d’une intelligence complexe.

### Expériences
Une expérience de 2010 a révélé que « les éléphants peuvent apprendre à se coordonner avec un partenaire pour tirer simultanément deux bouts d’une même corde afin d’obtenir une récompense », ce qui les place sur un pied d’égalité avec les chimpanzés en termes de capacités de coopération.
Une étude du docteur Naoko Irie, de l’université de Tokyo, a montré que les éléphants manifestent des compétences en arithmétique. L’expérience consistait à « déposer un nombre variable de pommes dans deux seaux devant les éléphants [du zoo d’Ueno], puis à enregistrer la fréquence à laquelle ils choisissaient le seau qui contenait le plus de fruits. » Quand plus d’une pomme était déposée dans le seau, cela voulait dire que les éléphants devaient « garder en mémoire les totaux pour continuer à suivre le compte. » Les résultats ont montré que « Soixante-quatorze pour cent du temps, les animaux ont bien choisi le seau le plus rempli. Un éléphant d’Afrique nommé Ashya a obtenu le plus haut score avec quatre-vingt-sept pour cent. Lors de cette même expérience, les humains n’ont obtenu que soixante-sept pour cent. » L’étude a été filmée pour garantir sa fiabilité.
Lors d’un test d’intelligence utilisant de la nourriture comme récompense, les éléphants sont parvenus à trouver des raccourcis auxquels même les scientifiques supervisant l’expérience n’avaient pas pensé.

### Comportement adaptatif en captivité
Dans les années 1970, une éléphante nommée Bandula vivait au parc Marine World Africa USA (aujourd’hui Six Flags Discovery Kingdom). Bandula est parvenue à trouver un moyen d’ouvrir ou de déverrouiller plusieurs pièces d’équipement utilisées pour maintenir les chaînes sur ses pieds en sécurité. Après avoir réussi à se libérer, elle a aidé les autres éléphants à s’échapper.
Harry Peachey, un dresseur d’éléphants, a développé une relation de coopération avec un éléphant nommé Koko. Koko aidait volontiers ses soigneurs, les invitant à l’encourager à l’aide de divers ordres et mots qu’ils lui avaient appris. Il aidait ses gardiens quand ils transféraient des femelles du groupe dans un autre zoo. Si les gardiens demandaient à un éléphant de se déplacer mais qu’il ne bougeait pas, ils disaient « Koko, give me a hand. » (« Koko, donne moi un coup de main. ») et Koko leur apportait alors son aide. Après 27 ans de travail avec des éléphants, Peachey pense que les éléphants peuvent comprendre la sémantique et la syntaxe des mots qu’ils entendent. Cette caractéristique semble très rare au sein du règne animal.

### Comportement adaptatif dans la nature
À l'état naturel, les éléphants mettent en place des méthodes intelligentes pour trouver des ressources. Ils ont une mémoire vive et lorsqu’il s’agît de trouver une bonne source de nourriture, ils privilégient celles qui ont la possibilité d’être exploitées sur le long terme. En période de pénurie, ils se rendent dans les zones fiables depuis des années plutôt que dans celles nouvellement découvertes. Les éléphants préfèrent également se déplacer sur des chemins de terre durant la saison sèche, ceux-ci leur permettant de marcher plus facilement et donc de conserver leur énergie.
Bien qu’il soit commun pour les herbivores de trouver des pierres de sel à lécher ou d’ingérer des matières non organiques pour obtenir du sodium, les éléphants du parc national du Mont Elgon, au Kenya, ont appris à s’aventurer profondément dans la grotte de Kitum pour utiliser ses minéraux. Même si les éléphants ne comprennent clairement pas qu’ils ont besoin de sel dans leur régime alimentaire, ils ne s'intéressent qu'à la zéolithe riche en cations, et la réduisent en fragments comestibles plus petits. Cette activité est pratiquée en groupe et les marques de défenses vieilles de plusieurs années indiquent que ce savoir a été transmis de génération en génération. Le braconnage a entraîné la modification de leur comportement et fait que les éléphants évitent les galeries les plus connues,.

## Conscience de soi
Les éléphants font partie des rares animaux – incluant les Hominidés, les grands dauphins et les pies bavardes – à manifester une conscience d’eux-mêmes. En effet, lors du test du miroir, même si de nombreux animaux s’intéressent au reflet, très peu se rendent compte qu’il s’agit en fait d’eux-mêmes.
Une étude a été réalisée par la Wildlife Conservation Society (WCS) sur des éléphants du zoo du Bronx (New York). Dans l’étude, les éléphants d’Asie ont manifesté un intérêt pour le miroir et ont apporté de la nourriture non loin de celui-ci pour la consommer.
Le comportement d’une éléphante nommée Happy a permis de confirmer la théorie selon laquelle les éléphants ont conscience d’eux-mêmes. En effet, Happy a été observée en train de toucher à de multiples reprises le « X » peint sur sa tête à l’aide de sa trompe, marque qu’elle ne pouvait voir qu’à l’aide du miroir. De plus, l’éléphante a complètement ignoré l’autre marque faite sur son front à l’aide d’une peinture incolore (pour s’assurer qu’elle ne réagissait pas à une odeur ou à une sensation). Selon Frans de Waal, superviseur de l’étude, « Ces ressemblances entre les humains et les éléphants suggèrent une évolution cognitive convergente, possiblement liée à la vie en société complexe et à la coopération. »
En 2017, deux chercheurs ont mené une expérience dans le but de prouver que les éléphants ont conscience de leur corps. Les sujets, douze éléphantes âgées de 4 à 40 ans, avaient pour consigne de ramasser un bâton posé sur un tapis où elles-mêmes se tenaient et de le donner à leur garde. Lors du test, le bâton était attaché à une corde fixée au tapis, les empêchant d'atteindre la main de la personne. La seule solution était de descendre du tapis afin de pouvoir tirer pour tendre le bâton. L'expérience nécessitait que les éléphantes comprennent que leur corps était une gêne lors de l'accomplissement du geste, et donc qu'elles aient conscience d'elles-mêmes. Le test a été réussi par la plupart des sujets testés,.

### Conscience de soi et abattage
La question de la conscience de soi des éléphants a entraîné de nombreux débats autour de leur abattage au sein du parc national Kruger (Afrique du Sud) à des fins de contrôle de la population. Certains scientifiques et écologistes ont décrit cette pratique comme « inutile et inhumaine » étant donné que « les éléphants sont semblables aux humains en de nombreux points, notamment en ce qui concerne la taille importante de leur cerveau, leurs liens sociaux empathiques, la longue durée de leur gestation, les nombreux soins que requièrent leurs petits pendant une longue période et leur longévité importante. »
D’autres considèrent que l’abattage est nécessaire à partir du moment où la biodiversité est menacée. Toutefois, cet argument a été contesté par certains défenseurs des droits des animaux, pour qui l’animal qui menace et endommage le plus souvent la biodiversité est l’Homme,.